# Campeonato Bermudense de Futebol
A Bermudian Premier Division ou Cingular Wireless Premier Division, é a primeira divisão do futebol em Bermudas, o campeonato conta com 10 equipes, os dois últimos são rebaixados para a divisão inferior, é regulamentado pela Bermuda Footbal Association.

## Participantes 2014-15
- Dandy Town Hornets (Pembroke)
- Devonshire Cougars (Devonshire)
- Flanagan's Onions FC
- Hamilton Parish FC
- North Village Rams (Hamilton)
- PHC Zebras (Pembroke Parish)
- Robin Hood
- Somerset Trojans (Somerset)
- Southampton Rangers SC (Southampton)
- St. George's Colts (St. George's)

## Estatísticas dos Campeões
| Ano     | Campeão                                              | Vice-Campeão                                         | Artilheiro                                           | Equipe                                               | Gols                                                 |
| ------- | ---------------------------------------------------- | ---------------------------------------------------- | ---------------------------------------------------- | ---------------------------------------------------- | ---------------------------------------------------- |
| 1963/64 | Young Men's Social Club                              |                                                      | Glenn Wade                                           | Dock Hill Rangers                                    | 18                                                   |
| 1964/65 | Young Men's Social Club                              |                                                      | Bayfield Clarke                                      | Dock Hill Rangers                                    | 20                                                   |
| 1965/66 | Young Men's Social Club                              |                                                      | Andrew Fisher                                        | Devonshire Colts                                     | 15                                                   |
| 1966/67 | Somerset Cricket Club                                |                                                      | Harry Darling                                        | Somerset                                             | 16                                                   |
| 1967/68 | Somerset Cricket Club                                |                                                      | Clyde Best                                           | Somerset Trojans                                     | 13                                                   |
| 1968/69 | Somerset Cricket Club                                |                                                      | Scott Twine                                          | Devonshire Colts                                     | 11                                                   |
| 1969/70 | Somerset Cricket Club                                |                                                      | Charlie Brown                                        | Somerset                                             | 17                                                   |
| 1970/71 | Pembroke Hamilton Club                               |                                                      | Lewis Johnson                                        | Somerset                                             | 14                                                   |
| 1971/72 | Devonshire Colts                                     |                                                      | Peter Kioso                                          | North Village                                        | 14                                                   |
| 1972/73 | Devonshire Colts                                     |                                                      | Alvin Dowling                                        | Devonshire Colts                                     | 23                                                   |
| 1973/74 | North Village                                        |                                                      | Marichal Astwood                                     | PHC Zebras                                           | 15                                                   |
| 1974/75 | Hotels International FC                              |                                                      | Gary Darrell Randy Horton                            | Somerset Trojans Devonshire Colts                    | 10                                                   |
| 1975/76 | North Village                                        |                                                      | Max Watters                                          | Somerset                                             | 16                                                   |
| 1976/77 | Pembroke Hamilton Club                               |                                                      |                                                      |                                                      |                                                      |
| 1977/78 | North Village                                        |                                                      |                                                      |                                                      |                                                      |
| 1978/79 | North Village                                        |                                                      | Coolridge Bell                                       | Somerset Trojans                                     | 35                                                   |
| 1979/80 | Hotels International FC                              |                                                      |                                                      |                                                      |                                                      |
| 1980/81 | Southampton Rangers SC                               |                                                      |                                                      |                                                      |                                                      |
| 1981/82 | Somerset Cricket Club                                |                                                      |                                                      |                                                      |                                                      |
| 1982/83 | Somerset Cricket Club                                |                                                      |                                                      |                                                      |                                                      |
| 1983/84 | Somerset Cricket Club                                |                                                      |                                                      |                                                      |                                                      |
| 1984/85 | Pembroke Hamilton Club                               |                                                      |                                                      |                                                      |                                                      |
| 1985/86 | Pembroke Hamilton Club                               |                                                      |                                                      |                                                      |                                                      |
| 1986/87 | Somerset Cricket Club                                |                                                      |                                                      |                                                      |                                                      |
| 1987/88 | Dandy Town                                           |                                                      |                                                      |                                                      |                                                      |
| 1988/89 | Pembroke Hamilton Club                               |                                                      |                                                      |                                                      |                                                      |
| 1989/90 | Pembroke Hamilton Club                               |                                                      | Kyle Lightbourne                                     | PHC Zebras                                           | 21                                                   |
| 1990/91 | Boulevard Community Club                             |                                                      | David Bascome                                        | Boulevard Blazers                                    | 19                                                   |
| 1991/92 | Pembroke Hamilton Club                               |                                                      | Kyle Lightbourne                                     | PHC Zebras                                           | 24                                                   |
| 1992/93 | Somerset Cricket Club                                |                                                      | Kenny Mills                                          | PHC Zebras                                           | 13                                                   |
| 1993/94 | Dandy Town                                           |                                                      | Raymond Beach                                        | Dandy Town SC                                        | 8                                                    |
| 1994/95 | Boulevard Community Club                             |                                                      |                                                      |                                                      |                                                      |
| 1995/96 | Vasco da Gama FC                                     |                                                      | Darrin Simons                                        | Dandy Town Hornets                                   | 17                                                   |
| 1996/97 | Devonshire Colts                                     |                                                      |                                                      |                                                      |                                                      |
| 1997/98 | Vasco da Gama FC                                     |                                                      |                                                      |                                                      |                                                      |
| 1998/99 | Vasco da Gama FC                                     |                                                      |                                                      |                                                      |                                                      |
| 1999/00 | PHC Zebras                                           |                                                      | Keith Jennings                                       | Vasco Volcanoes                                      | 13                                                   |
| 2000/01 | Dandy Town Hornets                                   |                                                      | Raynell Lightbourne                                  | PHC Zebras                                           | 11                                                   |
| 2001/02 | North Village                                        |                                                      | Raymond Beach                                        | Devonshire Cougars                                   | 12                                                   |
| 2002/03 | North Village                                        |                                                      | Raymond Beach                                        | Devonshire Cougars                                   | 20                                                   |
| 2003/04 | Dandy Town Hornets                                   |                                                      | Raymond Beach                                        | Devonshire Cougars                                   | 17                                                   |
| 2004/05 | Devonshire Cougars                                   |                                                      | Khano Smith                                          | Dandy Town Hornets                                   | 7                                                    |
| 2005/06 | North Village                                        |                                                      | Aljame Zuill                                         | Devonshire Cougars                                   | 11                                                   |
| 2006/07 | Devonshire Cougars                                   |                                                      | Ralph Bean Jr.                                       | North Village Rams                                   | 13                                                   |
| 2007/08 | PHC Zebras                                           |                                                      | Kwame Steede                                         | Devonshire Cougars                                   | 15                                                   |
| 2008/09 | Devonshire Cougars                                   |                                                      | Raymond Beach                                        | Dandy Town Hornets                                   | 16                                                   |
| 2009/10 | Dandy Town Hornets                                   |                                                      | Nahki Wells                                          | Dandy Town Hornets                                   | 20                                                   |
| 2010/11 | North Village Rams                                   | PHC Zebras                                           | Raymond Beach Kwame Steede                           | Dandy Town SC Devonshire Cougars                     | 13                                                   |
| 2011/12 | Dandy Town Hornets                                   | North Village Rams                                   | Antwan Russell                                       | PHC Zebras                                           | 19                                                   |
| 2012/13 | Devonshire Cougars                                   | PHC Zebras                                           | Dennis Russell                                       | Southampton Rangers                                  | 16                                                   |
| 2013/14 | Dandy Town Hornets                                   | North Village Rams                                   | Keston Lewis                                         | Flanagan's Onions                                    | 15                                                   |
| 2014/15 | Somerset Cricket Club                                | Dandy Town Hornets                                   | Keston Lewis Antwan Russell                          | Flanagan's Onions Robin Hood                         | 12                                                   |
| 2015/16 | Dandy Town Hornets                                   | Robin Hood                                           | Angelo Simmons                                       | Dandy Town Hornets                                   | 15                                                   |
| 2016/17 | Robin Hood                                           | PHC Zebras                                           | Ian Coke Angelo Simmons                              | Boulevard Blazers Dandy Town Hornets                 | 15                                                   |
| 2017/18 | PHC Zebras                                           | Robin Hood                                           | Antwan Russell                                       | Robin Hood                                           | 21                                                   |
| 2018/19 | PHC Zebras                                           | Robin Hood                                           | Angelo Simmons                                       | Dandy Town Hornets                                   | 23                                                   |
| 2019/20 | North Village                                        | Dandy Town Hornets                                   | Donavan Thompson                                     | X-Roads Warriors                                     | 13                                                   |
| 2020/21 | Cancelado devido a Pandemia de COVID-19 nas Bermudas | Cancelado devido a Pandemia de COVID-19 nas Bermudas | Cancelado devido a Pandemia de COVID-19 nas Bermudas | Cancelado devido a Pandemia de COVID-19 nas Bermudas | Cancelado devido a Pandemia de COVID-19 nas Bermudas |
| 2021/22 | Dandy Town Hornets                                   | PHC Zebras                                           |                                                      |                                                      |                                                      |
| 2022/23 | PHC Zebras                                           | Devonshire Cougars                                   |                                                      |                                                      |                                                      |
| 2023/24 | PHC Zebras                                           | North Village Rams                                   |                                                      |                                                      |                                                      |

## Títulos por clube
| Clube                                              | cidade      | Titulos | Último Titulo |
| -------------------------------------------------- | ----------- | ------- | ------------- |
| Pembroke Hamilton Club (Agora se chama PHC Zebras) | Pembroke    | 13      | 2023/24       |
| Somerset Cricket Club                              | Somerset    | 10      | 2014/15       |
| North Village Community Club                       | Hamilton    | 9       | 2019/20       |
| Dandy Town SC                                      | Pembroke    | 9       | 2021/22       |
| Devonshire Cougars                                 | Devonshire  | 4       | 2013          |
| Devonshire Colts                                   | Devonshire  | 3       | 1997          |
| Vasco da Gama FC                                   | Pembroke    | 3       | 1999          |
| Young Men's Social Club                            | Pembroke    | 3       | 1966          |
| Boulevard Community Club                           | Pembroke    | 2       | 1995          |
| Hotels International FC                            | Pembroke    | 2       | 1980          |
| Robin Hood FC                                      | Pembroke    | 1       | 2017          |
| Southampton Rangers SC                             | Southampton | 1       | 1981          |